# The Maniacs
The Maniacs was een Britse punkband uit Londen.

## Geschiedenis
De band werd opgericht in 1976 door zanger/gitarist Alan Lee Shaw en drummer Rod Latter als duo. Later trokken ze naar Londen. De band noemde zich als kwartet The Rings, die de single I Wanna be Free publiceerden bij Chiswick Records. Bassist Robert Crash uit New York vervoegde zich in 1977 bij de band, waarop de band van nu af aan als trio de uiteindelijke Maniacs werden. Ze tekenden een contract bij United Artists. Gepubliceerd werden vervolgens slechts vier songs in hun zes maanden durende bandgeschiedenis, twee daarvan op de sampler Live at the Vortex bij Nems Records. Chelsea 77 werd een cult-hitsingle.
Later verscheen onder andere de cd So Far so Loud bij Overground Records, deels met originele studio-opnamen, geproduceerd door Dave Goodman, die in 1976 al de eerste opnamen met The Sex Pistols had gemaakt, deels met opnamen uit een proeflokaal in de Portobello Road in Notting Hill. Na een zogenaamde bliksemcarrière in de Londense Punk Underground stuurde Robert Crash nu complexere arrangementen aan met een tweede gitaar. Men vond geen geschikte bassist in de stijl van The Maniacs en Robert Crash verliet als eerste de band.